# Euclid Avenue (Fulton Street Line)
Euclid Avenue is een station van de metro van New York aan de Fulton Street Line in het stadsdeel Brooklyn. Het station is geopend in 1948. De lijnen  maken gebruik van dit station.
 ·  ·  ·  ·  ·  ·  ·  ·  · 